# Yvonne Strahovski
Yvonne Strahovski (Sydney, 30 de juliol de 1982) és una actriu australiana. Filla de pares polonesos emigrants, parla de forma fluida tant l'anglès com el polonès. Es va graduar a la University of Western Sydney i va intervenir en tres sèries australianes. És coneguda pel paper d'Agent especial de la CIA Sarah Walker a la sèrie Chuck. Ha fet pel·lícules tant a Austràlia com als EUA.

## Inicis
Strahovski, nascuda a Sydney (Austràlia) el 30 de juliol del 1982, és filla de Peter i Bozena Strzechowski. Els seus pares eren emigrants de Varsòvia (Polònia). Va adoptar el cognom Strahovski perquè fos més fàcil de pronunciar quan es va traslladar als Estats Units. El seu pare és enginyer electrònic i la seva mare, tècnica de laboratori. La seva primera actuació va ser en l'obra escolar Twelfth Night.
Va estudiar al Santa Sabina College de Strathfield. Es va graduar al Teatre Nepean (centre adscrit a la University of Western Sydney) amb les millors notes.

## Carrera

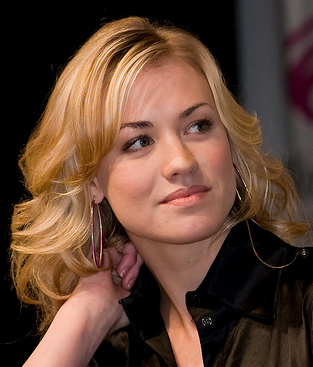
Strahovski al WonderCon (2009)

Professionalment les seves primeres actuacions van ser també a Austràlia: Double the Fist i, al Canal 7, headLand. Més tard va ser Martina a la sèrie Sea Patrol del Canal 9. L'any 2006 va fer la pel·lícula australiana Gone i, un any després, The Canyon. Aquest 2007 també va interpretar Lara a la pel·lícula Persons of interest.
Va enviar una cinta a Los Angeles per participar en el càsting de la sèrie Chuck. Ben aviat va ser contractada com a Sarah Walker i, al cap de sis mesos, es va mudar als Estats Units.
Yvonne Straovski li ha cedit la veu i la fesomia a Miranda Lawson, personatge dels videojocs Mass Effect Galaxy i Mass Effect 2.
L'any 2009 va ser escollida la 94a dona més sexi del món per la revista Maxim. El 2010, va pujar 17 llocs, fins al 77è.
El 2010 va rebre el premi Teen Choice Award pel seu paper a Chuck.
Va ser escollida la primera de la llista de les 100 dones més sexis de la televisió el 2010, en una classificació de BuddyTV.
També és la veu de l'Aya Brea en la versió anglesa del videojoc The 3rd Birthday, spin-off de Parasite Eve.

## Vida personal
Strahovski es va traslladar a Los Angeles el 2007, encara que ha tornat a Austràlia per qüestions de feina. Ha dit que una de les coses més difícils d'anar a viure als Estats Units ha estat fer-ho sense la família i els amics. Els seus pares s'han traslladat als Estats Units per estar-ne a prop.

## Filmografia
| Cinema    | Cinema                                | Cinema                             | Cinema                       |
| Any       | Títol                                 | Personatge                         | Notes                        |
| --------- | ------------------------------------- | ---------------------------------- | ---------------------------- |
| 2007      | Gone                                  | Sondra                             | com a Yvonne Strzechowski    |
| 2007      | Persons Of Interest                   | Lara                               | com a Yvonne Strzechowski    |
| 2008      | The Plex                              | Sarah                              |                              |
| 2008      | The Canyon                            | Lori                               |                              |
| 2009      | I Love You Too                        | Alice                              |                              |
| 2009      | Shadows from the Sky                  | Jill                               |                              |
| 2010      | Matching Jack                         | Veronica                           |                              |
| 2010      | LEGO: The Adventures of Clutch Powers | Peg Mooring                        |                              |
| 2011      | The Killer Elite                      |                                    |                              |
| 2012      | The Outback                           | Miranda                            | Veu                          |
| 2012      | The Guilt Trip                        | Jessica                            |                              |
| 2014      | I, Frankenstein                       | Terra Wade                         |                              |
| 2015      | Manhattan Nocturne                    | Caroline Crowley                   | En producció                 |
| Televisió |                                       |                                    |                              |
| Any       | Sèrie                                 | Personatge                         | Notes                        |
| 2004      | Double the Fist                       | Suzie                              | 1 episodi: "Fear Factory"    |
| 2005–2006 | headLand                              | Freya Lewis                        | 26 episodis                  |
| 2007      | Sea Patrol                            | Agent federal Martina Royce        | 1 episodi: "Cometh the Hour" |
| 2007–2012 | Chuck                                 | Agent especial Sarah Walker, C.I.A | 91 episodis                  |
| 2012–2013 | Dexter                                | Hannah McKay                       | 17 episodis                  |
| 2014      | Louie                                 | Blake                              | 1 episodi                    |
| 2014      | 24: Live Another Day                  | Kate Morgan                        | 12 episodis                  |
| 2015      | The Astronaut Wives Club              | Rene Carpenter                     |                              |
| 2017-2025 | The Handmaid's Tale                   | Serena Joy                         |                              |
| Videojocs |                                       |                                    |                              |
| Any       | Joc                                   | Personatge                         | Notes                        |
| 2009      | Mass Effect Galaxy                    | Miranda Lawson                     | Veu i aparença               |
| 2010      | Mass Effect 2                         | Miranda Lawson                     | Veu i aparença               |
| 2011      | The 3rd Birthday                      | Aya Brea                           | Veu de la versió anglesa     |
| 2013      | Mass Effect 3                         | Miranda Lawson                     | Veu i aparença               |